# Tryphon nagahamensis
Tryphon nagahamensis är en stekelart som beskrevs av Tohru Uchida 1930. Tryphon nagahamensis ingår i släktet Tryphon och familjen brokparasitsteklar. Inga underarter finns listade i Catalogue of Life.